# 문화방송 음악캠프 성기 노출 사고
문화방송 음악캠프 성기 노출 사고는 일명 카우치 사건으로 불리는 방송사고로서 2005년 7월 30일, 문화방송의 음악 예능 프로그램이었던 《생방송 음악캠프》에서 밴드 럭스와 함께 무대에 오른 20여명의 펑크인들 중 카우치 멤버 1명과 스파이키 브랫츠 멤버 1명이 바지를 벗고 하반신을 드러낸 장면이 7~8초간 방송된 사건이다.

## 사건 개요
2005년 7월 30일, 생방송 음악캠프에 대중들에게 잘 알려지지 않은 음악인들을 소개하는 코너인 〈이 노래 좋은가요〉가 신설되어 첫무대로 럭스가 무대를 돕기 위한 20여명의 펑크인들과 무대에 올랐고 〈지금부터 끝까지〉를 열창하고 있었다. 그런데 노래의 중간 간주가 나오고 있을 무렵, 분장을 한 20명의 무리에 속해있던 카우치 멤버 1명과 스파이키 브랫츠 멤버 1명이 갑자기 바지를 벗고 하반신을 드러낸 채로 뛰기 시작했다. 이에 갈 곳을 잃은 카메라는 황급히 방향을 위쪽으로 올렸지만, 결국 6~7초간 그대로 전파를 타고 말았다. 방송이 끝날 무렵, 당시 음악캠프의 진행을 맡고 있던 MC몽과 신지는 사과 방송을 했으며 방송국은 사과 자막을 내보냈고, 이로 인해 홍대에 숨은 실력파들을 차례로 소개할 의도로 마련된 코너인 〈이 노래 좋은가요〉는 첫방송이 나간 바로 그날 폐지되었다.
같은 시각, 프로그램 제작국인 서울 문화방송 본사와 동시 네트워크로 송출하는 각 지역 단위별 문화방송 지방계열사에서도 전라 노출 방송 사고가 전국적으로 일제히 발생하여, 시청자들의 항의 전화가 쇄도하고 있었지만, 서울특별시경찰청 112 상황실에 걸려온 10대 방청객의 신고 전화를 받고 출동한 경찰로부터 럭스 리더인 원종희 및 그 사건의 당사자인 카우치 멤버 1명과 스파이키 브랫츠 멤버 1명 등, 3명이 영등포 경찰서에 연행되었으며, 이 중 카우치 멤버 1명과 스파이키 브랫츠 멤버 1명에게는 공연음란죄와 업무방해죄가 적용되어 구속되었다가 집행유예 선고를 받고 풀려났다. 또한, 본 프로그램의 편성 기획을 총괄하는 MBC 예능운영팀 측에선, 럭스와 카우치에 대해, 사안의 중대성을 인식하기 위하여, 럭스와 카우치에 대해 지상파 3사의 모든 방송 프로그램에 출연하는 것을 일체 금지시켰고, 방송위원회(현 방송통신심의위원회)로부터 '시청자에 대한 사과' 및 '해당 방송 프로그램의 정지', '해당 방송사 관계자에 대한 징계'등 중징계 처분으로 《생방송 음악캠프》를 전면 폐지하고 두 달간의 휴식기를 거친 이후에 2005년 10월 29일에 가을 프로그램 개편에 따라, 《쇼! 음악중심》으로 리뉴얼하였다.

## 영향
2005년 카우치 사건으로 인해, MBC의 홍대에 숨은 실력파들을 차례로 소개하는 코너가 사라지게 되었고 2009년까지 지상파 방송3사 음악프로그램에서 제대로 된 밴드의 무대는 더 이상 볼 수 없게 되어버렸다. 당시 MBC 예능본부 측에선, 카우치사건 이후 “더 이상 인디밴드들의 출연은 없을 것이다”라고 말했다. 이로써 카우치 사건 이후, 방송계에는 암묵적인 불문율마저 생겨나며 다시 밴드음악이 부흥하는 데 7년의 세월이 걸려야만 했다.
그 당시 서울 시장이었던 이명박 시장은 2005년 8월 1일, 서울시 정례 간부회의에서 MBC '생방송 음악캠프' 노출 사고와 관련해 " 공연팀을 조사해 퇴폐공연팀의 블랙리스트를 작성하고, 각 구청을 통해 그런 불법 공연이 이뤄지는 곳을 일제점검하라"라고 지시했다. 2005년 8월 4일, 경찰은 MBC '음악캠프' 생방송 중 발생한 노출 사건을 계기로 홍대 라이브 클럽으로 수사확대 방침을 발표했고 홍대 라이브 클럽에 대한 경찰 단속이 대대적으로 실시됐다.
한편 당시 비의 음반제작자였던 박진영에게는 비의 스캔들을 무마시키기 위해 카우치에게 돈을 주고 생방송 전라 노출 사고를 지시했다는 루머가 불거지기도 했다. 이에 대하여 박진영은 사건이 2년이 지난 2007년 3월 14일, MBC '황금어장-무릎팍도사'에 출연해 항간의 루머를 두고 “비-이효리 루머를 사람들이 사실로 받아들이는 것도 놀랐지만, 그 사건을 무마시키기 위해 어마어마한 뒷돈을 썼다는 소문이 더 어이없었다”라고 부인하며 사실을 해명했다.
김종국은 2005년 7월 30일 '원래 이 날이 음악캠프에서 내가 3집 앨범으로 첫 1위를 하는 날이었는데 이 사건 이후 결국 음악캠프가 폐지되고 말았다며 그 뒤 한 제작진이 내가 6주 연속 1위를 했었다'고 이야기해 준 적도 있다. 이 사건만 없었으면 6주 연속 1위를 이어 1위를 더 차지할 수 있었을 것이다. 또한 김종국은 생방송 음악캠프가 폐지되는 것을 반대하기도 했다.

## 같이 보기
- 생방송 음악캠프